# 谷真理佳
谷 真理佳（たに まりか、1996年〈平成8年〉1月5日 - ）は、日本の歌手であり、音楽ユニット・Bellemuleのメンバーである。女性アイドルグループ・SKE48およびHKT48の元メンバー。福岡県出身。ゼスト所属。

## 略歴
2012年
- 6月23日、HKT48の第2期オーディションに合格。
- 9月23日、チームH 1st Stage「手をつなぎながら」公演で、HKT48の2期生としてお披露目される。
- 9月30日、HKT48研究生「PARTYが始まるよ」初日公演で劇場デビュー。

2013年
- 9月4日、2ndシングル「メロンジュース」で、シングル表題曲選抜メンバーに初選出された。

2014年
- 1月11日、大分県・iichikoグランシアタで行われた「HKT48九州7県ツアー〜可愛い子には旅をさせよ〜」初日夜の部で、研究生からの昇格およびチームKIVへの所属が発表される。
- 2月24日、「AKB48グループ大組閣祭り〜時代は変わる。だけど、僕らは前しか向かねえ!〜」において、SKE48チームEへの移籍が発表される[2]。
- 4月21日、HKT48研究生公演千秋楽をもって、HKT48としての活動終了（SKE48へ完全移籍）。
- 5月2日、SKE48チームE新公演初日に初出演[3]。
- 7月29日、松村香織とともに「日本列島ヒッチハイクの旅」に挑戦[4]。
- 10月4日から、「SKE48 ZERO POSITION」のMCを担当[5]（2016年3月19日まで）。
- 11月10日、松村香織とともに「SKE48的懸賞生活〜アイドルは懸賞だけで生きていけるか?〜」挑戦[6]。
- 12月10日、16thシングル「12月のカンガルー」で、SKE48のシングル表題曲選抜メンバーに初選出された。

2015年
- 5月から6月にかけて実施された『AKB48 41stシングル 選抜総選挙』では第23位[7]で、アンダーガールズに選出された。
- 8月11日、初冠番組「SKE48 谷真理佳のハイテンションRADIO魂!!」配信開始。

2016年
- 5月から6月にかけて実施された『AKB48 45thシングル 選抜総選挙』では第55位で、フューチャーガールズに選出された。

2017年
- 1月25日、「WEL名古屋～ワタナベ名古屋芸人LIVE～」のMCを担当。
- 5月から6月にかけて実施された『AKB48 49thシングル 選抜総選挙』では第66位で、アップカミングガールズに選出された。

2018年
- 5月から6月にかけて実施された『AKB48 53rdシングル 世界選抜総選挙』では第89位で、第10回世界選抜総選挙記念枠に選出された。
- 10月4日、「SKE48 劇場デビュー10周年記念特別公演」のアンコールにて、ワタナベエンターテインメントへの移籍がサプライズ発表される[8]。
- 10月22日放送分から、「ももち浜ストア 」の月1レギュラー出演開始。
- 11月27日放送の「メ〜テレライブ BOMBER-E」女子会ロケ企画「プライベートナイト」のMCを担当。

2019年
- 5月21日、TBS「ひるおび!」お天気キャスター常規出演[9]。
- 10月7日 - 12月27日[10]、自身初の冠ラジオ、Radio NEO「西岡健吾と谷真理佳の今夜も大さわぎ！」が放送（月 - 金、平日帯番組）。

2023年
- 12月31日 - この日をもってワタナベエンターテインメントを退所し、翌日よりSKE48の所属事務所であるゼスト所属となる[1]。

2024年
- 1月20日、電音部のBellemule LIVE STREAMING配信にて、「Bellemule Ai役」として加入した[11]。
- 1月24日、チームE「声出していこーぜ!!!」公演の谷真理佳生誕祭にて、卒業発表[12][13]。
- 3月30日、チームE「声出していこーぜ!!!」の卒業公演を開催[14]。
- 3月31日をもってSKE48の活動終了[12]。

## 人物
- 兄と姉がいる。末っ子。
- 猫が好きで2匹飼っている。
- 裏の性格は「反省ノート」に見られるようにいたって真面目。「反省ノート」とは谷が自身の反省点を書き出したノートのこと。さらに、その反省点に対する励ましのメッセージの内容も指すことがある。名言「つらい坂道、諦めるな、谷真理佳なら大丈夫。」[15]
- 緊張癖が激しくその反動であのテンションになるとのこと。
- 趣味は、ホラー鑑賞、漫画、ゲーム、動物と戯れること。過去のSKE48の公式プロフィールでは、テレビを見ること、喋ること。また、HKT48の公式プロフィールでは、音楽、映画、アニメ&漫画鑑賞（HKT48当時）。
- 特技は、ウィンク。また、ヘリウム声が得意[16]。キテレツ大百科のエンディングテーマ「はじめてのチュウ」を声真似していたところ自然にできるようになった[17]。
- 好きな食べ物は、お肉、白米[18]とコーラ[19]。
- 好きな色は、シンプル色、白色。
- 好きな言葉は、「Never give up!」。
- 大食いであり、ステーキを2人前頼んだ挙げ句、2切れにつきご飯1杯を食し、計5杯を完食。
- 自身のサインの考案者は兒玉遥。現在も大切に使っている。
- 将来の夢は、元気と勇気を与える声優さん。「将来の夢は声優です。この高い声をいかして自分だけにしかできない役をしたいです！」とコメント[16]。

### HKT48・SKE48
- 公式ニックネームは「まりか」（HKT48時代から）。非公式のものでは、「輪郭90°」（中西智代梨:中学時代[20]）、「ぐぐたす詐欺」（山田麻莉奈:「あるあるYYテレビ」[21]出演時）。
- キャッチフレーズは、「洗濯は2ヶ月に1度がちょうどいい」（2016年6月10日 - ）。HKT48時代は、「福岡県出身19歳、いつでもどこでもあなたを笑顔にさせちゃいます。チャームポイントはヘリウム声、まりかこと谷真理佳です」[注 1]。
- 自身のファンの呼び名は「谷型ウィルス」[22]。
- 非公式ユニット「いもむChu!」メンバー：HKT48 2期生「バラエティ班」メンバーを中心に結成されたユニットで、上記「グイグイ選抜」のライバルを自称する。名前の由来は「てんとうむChu!」をもじったもの。旧名は「大丈夫選抜」。構成員は冨吉明日香、駒田京伽、後藤泉、坂口理子、谷真理佳[23][24]。
- アニメ・ゲーム好きということもあり、SKE48の「二次元同好会」に2014年6月19日付で加入[25][26]。
- 「グループで一番ガサツなのは誰？」で1位を獲得[27]。
- 中西智代梨はHKT48の1期先輩だが、中学時代の同級生で親友である[28]。
- 元HKT48メンバーの兒玉遥は「芸能活動を辞めようかなと思った時期、谷真理佳に相談したら、励ましてくれて、そこから前向きになれた。」と評している[29]。
- 松井玲奈の推しメン[30]。

## SKE48・HKT48での参加曲

### シングルCD選抜曲
SKE48名義
- 「不器用太陽」に収録
  - バナナ革命 - 「Team E」名義
  - 恋よりもDream - 「だ～す～、つ～ま～&に～た～」名義
- 12月のカンガルー
  - I love AICHI - 「愛知トヨタ選抜」名義
  - 青春カレーライス - 「Team E」名義
- コケティッシュ渋滞中
  - 音を消したテレビ - 「Team E」名義
- 前のめり
  - 長い夢のラビリンス - 「Team E」名義
- チキンLINE
  - Is that your secret? - 「Team E」名義
- 金の愛、銀の愛
  - ハッピーランキング - 「ランクインガールズ2016」名義
- 「意外にマンゴー」に収録
  - オレトク - 「Team E」名義
- 「無意識の色」に収録
  - Because どっちつかず - 「コサンガー7」名義
- 「いきなりパンチライン」に収録
  - 君はラムネ - 「Team E」名義
  - 大人の世界 - 「B・ラヴィエール」名義
- 「Stand by you」に収録
  - 入り口 - 「Team E」名義
  - 神様は見捨てない
- 「FRUSTRATION」に収録
  - あの日のSecret Base - 「白組」名義
- 「ソーユートコあるよね?」に収録
  - ストレートな純情 - 「ジュエルボックス」名義
- 恋落ちフラグ
- 「あの頃の君を見つけた」に収録
  - 世界のスーパーヒーロー
- 「心にFlower」に収録
  - 仲間よ - 「FC岐阜選抜メンバー」名義
- 「絶対インスピレーション」に収録
  - 片想いフォーエバー
- 「好きになっちゃった」に収録
  - 語り合うことから始めよう - 「Team E」名義
- 「愛のホログラム」に収録
  - 岸辺の少女よ - 「Team E」名義

HKT48名義
- 「スキ!スキ!スキップ!」に収録
  - 今がイチバン - 「うまくち姫」名義
- メロンジュース
- 「桜、みんなで食べた」に収録
  - 昔の彼氏のお兄ちゃんと付き合うということ - 「Team KIV」名義
- 「控えめI love you !」に収録
  - 今 君を想う

AKB48名義
- 「さよならクロール」に収録
  - バラの果実 - 「アンダーガールズ」名義
- 「前しか向かねえ」に収録
  - KONJO - 「Talking Chimpanzees」名義
- 「希望的リフレイン」に収録
  - 歌いたい - 「かとれあ組」名義
- 「Green Flash」に収録
  - ヤンキーロック
  - 世界が泣いてるなら - 「SKE48」名義
- 「ハロウィン・ナイト」に収録
  - さよならサーフボード - 「アンダーガールズ」名義
- 「君はメロディー」に収録
  - Gonna Jump - 「SKE48」名義
- 「LOVE TRIP/しあわせを分けなさい」に収録
  - 岸が見える海から - 「フューチャーガールズ」名義
- 「シュートサイン」に収録
  - Vacancy - 「SKE48」名義
- 「願いごとの持ち腐れ」に収録
  - イマパラ
- 「#好きなんだ」に収録
  - 月の仮面 - 「アップカミングガールズ」名義
- 「センチメンタルトレイン」に収録
  - 波が伝えるもの - 「第10回世界選抜総選挙記念枠」名義

派生ユニットシングル曲
- 「コップの中の木漏れ日」（ラブ・クレッシェンド）に収録
  - お楽しみは明日から - 「愛知トヨタ選抜」名義
  - 平民出馬宣言 - 「デッドストックダイヤモンド」名義

### アルバムCD選抜曲
SKE48名義
- 「革命の丘」に収録
  - 夏よ、急げ!

AKB48名義
- 「ここがロドスだ、ここで跳べ!」に収録
  - ここがロドスだ、ここで跳べ!

### その他の参加楽曲
- みんなスター - SKE48名義
  - 「Thank You Disney」の収録曲

### 劇場公演ユニット曲
HKT48名義
研究生「PARTYが始まるよ」公演
- クラスメイト

ひまわり組「パジャマドライブ」公演 
- パジャマドライブ

研究生「脳内パラダイス」公演
- くるくるぱー

SKE48名義
 チームE 4th Stage「手をつなぎながら」
- 雨のピアニスト
- この胸のバーコード（ユニットシャッフル後）

チームE 5th Stage「SKEフェスティバル」
- 1994年の雷鳴

チームE 6th Stage「声出していこーぜ!!!」
- ねえ 横浜のあの子を好きになっちゃったの?

## 出演

### テレビドラマ
- HKT48ドラマスペシャル「秘密」（2013年8月24日、福岡放送）[31]
- マジすか学園4（2015年1月20日 - 3月31日、日本テレビ） - KY 役[32]
- マジすか学園5（2015年8月25日、日本テレビ）[注 2] - KY 役[34]
- ショクバの王子様 マスク娘の恋（2017年3月28日、東海テレビ） - 山田紀代美 役[35]

### バラエティ・情報番組
- SKE48 エビショー!（2014年7月14日 - 9月30日、日本テレビ）  - 「松村香織&谷真理佳の日本列島ヒッチハイクの旅」[36]
- SKE48 エビカルチョ!（2014年10月12日 - 2015年1月4日、日本テレビ）  - 「松村香織&谷真理佳のSKE48的懸賞生活」[4]
- SKE48 ZERO POSITION 〜チームスパルタ!能力別アンダーバトル〜（2014年12月6日 - 2023年9月23日、TBSチャンネル1） - 初代MC[5]
- SKE48ヲ科学セヨ（2018年1月28日 ‐ 2月11日、ディスカバリーチャンネル）[37][38]
- ももち浜ストア（2018年10月22日  - 、テレビ西日本） - 月1レギュラー[39]
- メ〜テレライブ BOMBER-E（2018年11月27日 - 2020年3月31日、メ～テレ） - 女子会ロケ企画「プライベートナイト」MC[39]
- ひるおび!（2019年5月22日 - 2020年9月[注 3]、TBS） - レギュラー天気キャスター[9]
- 知多半島まるごとガイド ちたまる（2020年7月6日 - 、知多メディアス） - 隔週レギュラー、「知多半島1年生」のコーナー担当[40]。
- スタ☆メン〜アイドル部選抜争奪バトル！（2021年3月23日‐ 30日、BSスカパー!）[41][42]
- 知多半島eスポーツ部（2021年11月1日 - 、知多メディアス）[43]

### ラジオ
- ナガオカ×スクランブル（2015年4月 - 2016年3月、CBCラジオ）[44]
- 西岡健吾と谷真理佳の今夜も大さわぎ！（2019年10月7日 - 12月27日、Radio NEO / 2020年1月3日 - 2021年4月25日、エフエム愛知）[45][10][46][47]
- はたごん&まりかのじょんならんラジオ（2021年4月2日 - 2024年3月29日、FM香川）[48]
- Beat Around 834 サテライトFLASH（2021年7月7日 - 9月、メディアスエフエム） - 水曜日パーソナリティ[49]
- 佐藤奈織美&大城光の「税」って何だっけ？（2022年4月9日 - 2023年9月24日、東海ラジオ） - 月1レギュラー[50]
- SKE48のドリームクルーズ（2023年4月1日 - 2024年3月30日、CBCラジオ）[51]

### 舞台
- ミュージカル「AKB49〜恋愛禁止条例〜」（2014年9月11日 - 16日、AiiA Theater Tokyo） - ヲタ・動物 役 ほか[52]
- AiiA presents' 舞台「刀使ノ巫女」（2018年11月10日 - 14日、天王洲 銀河劇場）- 十条姫和 役[53]
- 博多座開場20周年記念公演「仁義なき戦い〜彼女（おんな）たちの死闘編〜」（2019年11月9日 - 14日、博多座） - 山城佐和（小林千枝） 役[54][55]
- GIRLS Reading Theater「童話シリーズ」in ASAKUSA（2022年1月10日、浅草花劇場）[56]
- 朗読劇舞台「永久保貴一の極めて怖い話」（2022年7月18日、浅草花劇場）[57]
- 舞台「オオカミの誘惑」（2022年7月23日・28日、銀座博品館劇場） - 望月莉子 役[注 4][58][59]
- 舞台「LIAR GAME murder mystery」（2023年3月11日、飛行船シアター）[60][61]
- 無情報 結成10周年記念公演「BILL'S BILLS BUILDS」（2024年6月20日 - 23日、CBGKシブゲキ!!）[62]
- 浅草怪談屋敷「友人に誘われて…」（1部～3部）（2024年7月27日、浅草花劇場） - 語り部
- 演劇ユニット爆走おとな小学生 第二十回全校集会朗読劇『初等教育ロイヤル』（2024年8月21日 - 25日、こくみん共済 coop ホール/スペース・ゼロ） - 清水さん 役[63]

### CM
- 壱番屋 ココイチ×SKE48「推しトッピン具対決!!」（九州篇）（2015年） [64]

### ネット配信
- マジすか学園4 外伝 第4話（2015年4月21日、Hulu） - KY 役
- SKE48 谷真理佳のハイテンションRADIO魂（2015年8月11日 - 12月15日、U.C.NEXT）[65]
- マジすか学園5（2015年8月25日 - 10月27日、Hulu）[注 2] - KY 役

### イベント
- WEL名古屋～ワタナベ名古屋芸人LIVE～（2017年1月25日 - 、名古屋JAMMIN）[66] -  アシスタントMC

### その他
- キャラクタープロジェクト『電音部』（2024年）、Ai（アイ）役